# Perdida (2023)
Perdida é um filme brasileiro de comédia romântica escrito por Luiza Shelling Tubaldini e Karoline Bueno com direção de Katherine Chediak Putnam, LawLuiza Shelling Tubaldini e Dean W. Law e produção de Star Distribution Brasil. O longa estrelado por Giovanna Grigio e Bruno Montaleone teve sua estreia em 13 de julho de 2023 nos cinemas brasileiros. O longa é baseado na obra literária Perdida, de Carina Rissi. Em 22 de setembro o filme fez uma estreia simultânea no Star+ e Disney+. 

## Premissa
Sofia (Giovanna Grigio) é uma jovem moderna e independente, que ama tecnologia, e tem pavor a mera menção da palavra casamento e compromissos. Os únicos romances da sua vida são os de Jane Austen. Tudo muda quando ela é mágicamente transportada para o século XIX e conhece o cavalheiro Ian Clarke (Bruno Montaleone). Conforme os dias vão passando, Sofia e Ian se apaixonam perdidamente um pelo outro, provando que o amor pode sim ultrapassar até mesmo as barreiras do tempo.

## Elenco
- Giovanna Grigio como Sofia Alonzo
- Bruno Montaleone como Ian Clarke
- Luciana Paes como Abigail
- Bia Arantes como Teodora Moura
- Nathália Falcão como Elisa Clarke
- Emira Sophia como Valentina Albuquerque
- Sérgio Malheiros como Lucas Almeida
- Hélio de la Peña como Dr. Almeida
- Diego Montez  como Santiago
- Lucinha Lins como Sra. Albuquerque
- Amanda Mendes como Anelise